# 圣西满圣犹达堂

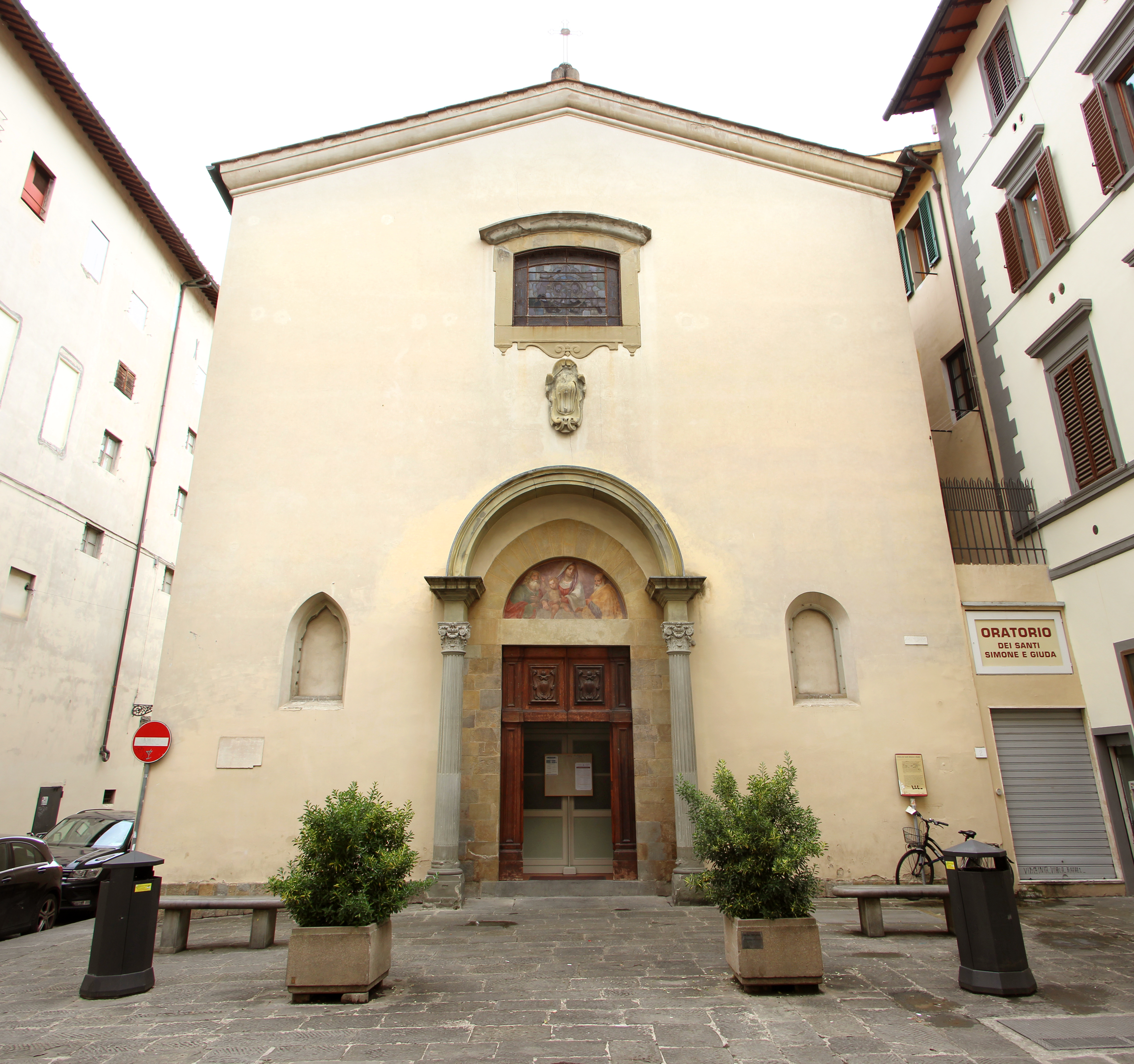

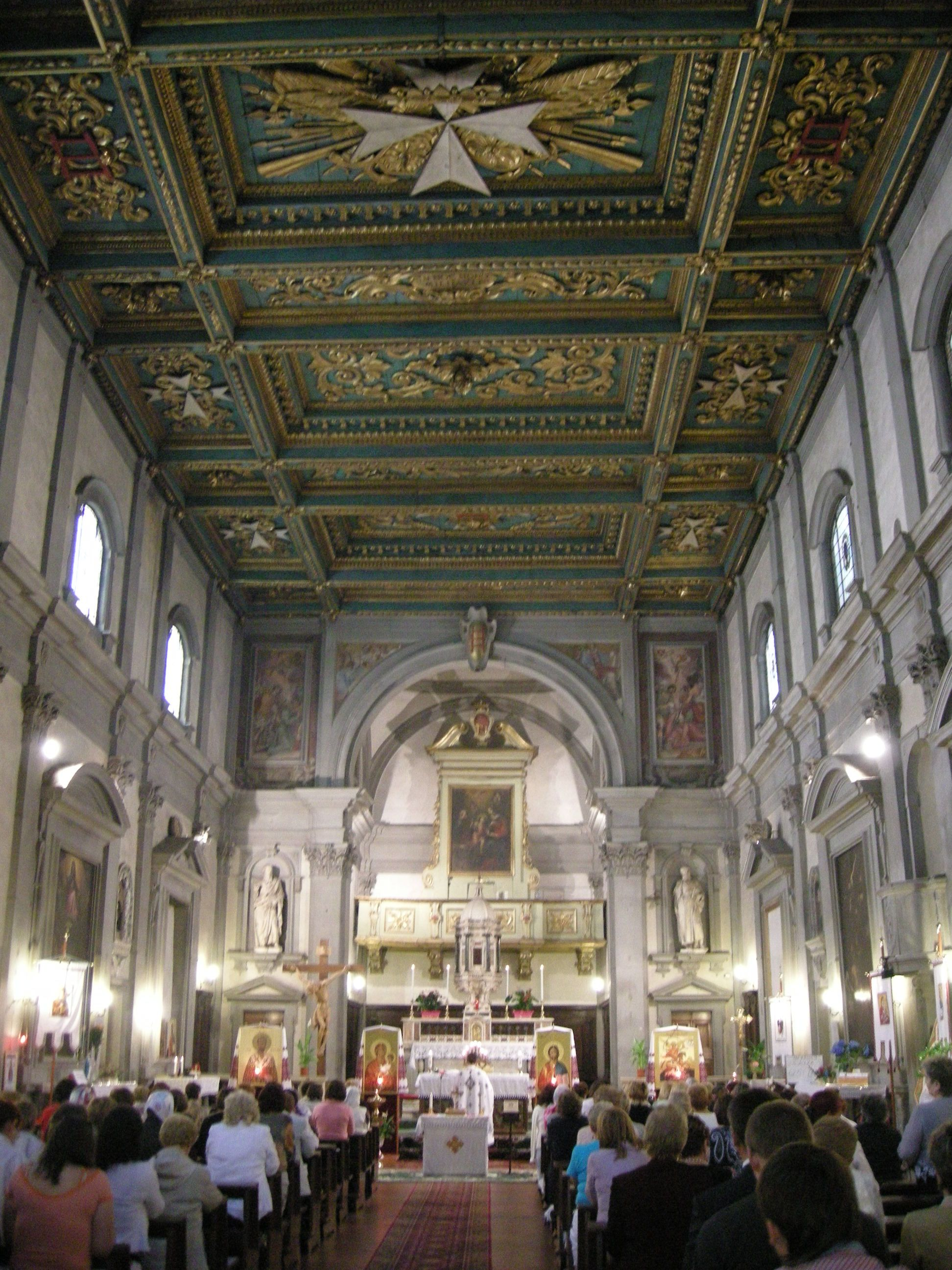

圣西满圣犹达堂（Santi Simone e Giuda）是佛罗伦萨一个教堂，供奉圣西满和圣犹达，位于圣十字广场和领主广场之间的圣西满广场（Piazza San Simone）。目前的建筑可追溯到1243年，但在1630年经历了重大的改建由Gherardo Silvani设计。今天，它隶属于乌克兰希腊礼天主教会。

## 历史
该堂开始于1192年，坐落在城墙外巴迪亚佛罗伦萨巴迪亚教堂修士们拥有的葡萄园间。它在1209年扩建，然后在1243年完全重建。新建筑在1247年由主教Ardengo Trotti祝圣，成为本堂区教堂。1527年的阿诺河洪水期间它受到严重损坏。认真的修复直到17世纪初才开始。1608年，佛罗伦萨总主教亚历山德罗 Marzi·美第奇将其升格为修道院，并任命若望·Niccolai担任首任院长，直到他1642年去世。Niccolai 来自富裕和有文化的托斯卡纳家族，他发起翻修教堂。到1619年，增加了卡拉拉大理石的新祭台，唱经楼和Presbytery进行了彻底翻新，得到了巴塞洛缪·伽利略（伽利略的亲戚）的资助。改造的下一个阶段开始于1630年。它是由Gherardo Silvani设计，而由巴塞洛缪的侄子支付。他也叫巴塞洛缪·伽利略，是马耳他骑士团骑士、莱奥波尔多·德·美第奇的管家。Silvani装修的最后阶段（装饰华丽的天花板）于1665年完成。该教堂同时包含伽利略家族和马耳他骑士团的众多标志。